# Ехометрія
Ехометрія (рос. эхометрия, англ. echometry) - визначення акустичних властивестей приміщень, пустот тощо.
Наука про тривалість звуку.
Застосовується в архітектурі, медичній діагностиці, в гірництві та інших галузях.